# 朱國棟 (明朝)
朱國棟（？—1642年），號西崑，陝西西安府富平縣人，明朝政治人物。

## 生平
天啟二年（1622年）壬戌科進士，三年授芜湖县知县，五年调休宁县知县，丁忧归。崇祯元年（1628年）起补山阳县知县，三年任应天乡试同考官，四年考选，授戶科给事中，巡视光禄寺，五年查核饷务，八年升刑科右给事中，巡视京营，九年升礼科左给事中，十年升刑科都给事中，十一年升太常寺少卿，十二月任都察院右佥都御史、巡抚山永，十四年十一月升兵部右侍郎，十二月巡抚昌平，十五年三月卒于任。